# 川崎縦貫道路
川崎縦貫道路（かわさきじゅうかんどうろ）は、神奈川県川崎市を南北に縦断する路線として計画されている道路である。
事業中（一部完成済み）の1期区間と、計画の具体化に向けて調査・検討中の2期区間から成る。

## 1期区間
川崎浮島ジャンクション - 国道15号間の約8.4 kmの区間で、自動車専用部と一般部からなる。このうち自動車専用部は都市計画上は「高速川崎縦貫線」として都市計画決定され、首都高速道路株式会社が事業主体となり首都高速神奈川6号川崎線として一部完成している。 首都高速道路の大半の区間の最高速度は60 km/h未満であるが、本区間の最高速度は全線で80 km/hである。 一方、一般道路部は国道409号として国土交通省関東地方整備局川崎国道事務所が事業主体として整備を行っている。

### 路線データ
- 起点：神奈川県川崎市川崎区富士見一丁目地先[2][1]
- 終点：川崎市川崎区浮島町地先[2][1]
- 延長：自動車専用部 約7.9 km、一般部 約8.4 km[2][1]
- 都市計画決定：1990年（平成2年）8月14日[2]（自動車専用部：高速川崎縦貫線、一般部：国道409号線[3]）

### 歴史
- 1990年（平成2年）8月14日 : 都市計画道路として都市計画決定[2]。
- 2002年4月30日 - 首都高速神奈川6号川崎線 (K6) として川崎浮島JCT - 殿町出入口間が開通。
- 2010年10月20日 - 首都高速神奈川6号川崎線 (K6) として殿町出入口 - 大師JCT間が開通。

### 今後の予定
高速道路部の大師JCT - 国道15号（富士見出入口）間は地下構造での整備が予定されているが、採算性などの問題により整備が先送りされている。その再開にあたって川崎市では2期区間の計画の具体化が必要と考えている。

## 2期区間
国道15号（富士見出入口）から東名高速道路に至る約14 kmの区間である。現在都市計画に向けて見直しと調査が進められている。ルートは多摩川南岸の概ね府中街道に沿う想定である。
川崎市ではこれまでも2期区間について東京外かく環状道路との一本化を含めた検討を国に要望してきており、2019年6月に国土交通省主催の「第5回 東京外かく環状道路（東名高速～湾岸道路間）計画検討協議会」では、有識者、関係自治体、経済団体それぞれから外環道と川崎縦貫道路との一本化に関する意見が出され、一本化する場合の整備効果や起終点、連結位置、費用負担の考え方などをさらに検討することとされた。

## 川崎縦貫道路延伸
川崎縦貫道路の2期区間以北（東名高速道路から北）へのさらなる延伸について、川崎縦貫道路延伸として地域高規格道路の候補路線とされているが、具体的な起終点やルートは公表されていない。